# Kronika Diecezji Kujawsko-Kaliskiej
Kronika Diecezji Kujawsko-Kaliskiej – miesięcznik wydawany we Włocławku w latach 1907-1926. 
Około 1926 r. siedziba redakcji mieściła się przy ul. Brzeskiej 4, redaktorem i wydawcą miesięcznika był wówczas ks. Michał Morawski.